# John Harvard (theoloog)
John Harvard (Southwark, 26 november 1607 - Charlestown, 14 september 1638) was een Engelse predikant en eerste weldoener van een universiteit die een jaar na zijn dood naar hem werd vernoemd.
John Harvard wenste dat de helft van zijn geld samen met zijn bibliotheek aan een recent opgerichte school voor het opleiden van puriteinse predikanten gegeven zou worden. Zijn schenking verzekerde dat de instelling kon blijven werken. In tegenstelling tot wat men soms veronderstelt, is John Harvard niet de stichter van de Harvard-universiteit; deze werd in 1636 opgezet door het bestuur van een Engelse enclave, de 'Kolonie aan de Baai van Massachusetts'. De Harvard Bridge werd verder naar hem vernoemd, net zoals de John Harvard Library in het Londense Southwark, geboorteplaats van de jonggestorven weldoener.
- Gemeinsame Normdatei: 138320039
- International Standard Name Identifier: 0000 0000 6162 0060
- Library of Congress Control Number: n91077897
- Bibliotheek van het Japanse parlement: 00951588
- Nationale Bibliotheek van Israël: 987007388903305171
- Nederlandse Thesaurus van Auteursnamen: 14028740X
- SNAC: w6cg18jx
- Virtual International Authority File: 38555891
- WorldCat: E39PBJrm3VYQmgxxdQfymy8t8C